# Technologie Gateway
Le Système de clonage Gateway, inventé et commercialisé par Invitrogen depuis les années 1990, est une méthode de biologie moléculaire qui permet aux chercheurs de transférer efficacement des fragments d'ADN entre des plasmides, en utilisant des séquences recombinantes propriétaires nommées "Gateway att", ainsi que des enzymes propriétaires nommées "LR Clonase" et "BP Clonase".
La technique de clonage Gateway permet le transfert de fragments d'ADN entre différents vecteurs tout en gardant le bon ORF.
On peut donc cloner ou sous-cloner des segments d'ADN pour effectuer des analyses fonctionnelles.
Pour développer un "clone d'entrée Gateway" (selon la nomenclature spéciale d'Invitrogen), le système requiert l'insertion d'un fragment d'ADN dans un plasmide avec 2 séquences flanquantes appelées "attL1" et "attL2".
De grandes archives de clones d'entrée Gateway, contenant la majorité des ORF des humains, souris et rats, ont été clonées depuis des bibliothèques d'ADN complémentaire humain ou synthétisées chimiquement pour la communauté des chercheurs.
La disponibilité de ces cassettes de gènes dans un clonage Gateway standard aide les chercheurs à transférer rapidement ces cassettes dans des plasmides qui facilitent l'analyse de la fonction du gène.
Le clonage Gateway prend plus de temps pour la configuration initiale, et est plus cher que les enzymes de restrictions traditionnelles ou les techniques de clonages basées sur des ligases, mais il économise du temps et permet un clonage simple et plus efficace pour les applications en aval (??).
Cette technologie a été largement adoptée par la communauté de recherche des sciences de la vie, surtout pour des applications qui requièrent le transfert de milliers de fragments d'ADN dans de nombreux types de plasmides différents (par exemple pour l'expression de protéines bactériennes, humaines…)

## Étapes principales
Les premières étapes du clonage Gateway consistent à préparer le clone d'entrée, généralement construit en deux étapes : 
1. les séquences Gateway « attB1 » et « attB2 » sont respectivement ajoutées aux extrémités 5' et 3' du fragment de gène, par PCR et en utilisant des amorces spécifiques du gène  ;
2. le produit d'amplification est mélangé à un plasmide spécial, appelé selon la nomenclature Invitrogen « Gateway Vecteur Donneur », et à un mélange d'enzyme propriétaire nommé « BP clonase ».

Les enzymes catalysent la recombinaison et l'insertion des produits de PCR contenant la séquence attB dans les sites de recombinaison "attP" du vecteur donneur.
Une fois que la cassette est intégrée au plasmide cible, il est nommé "Clone d'entrée" et les séquences de recombinaison sont désignées comme le type Gateway "attL"
La cassette de gènes dans le clone d'entrée peut ensuite être simplement et efficacement transférée dans n'importe quel vecteur de destination grâce à l'enzyme propriétaire "LR clonase".
Selon la nomenclature d'Invitrogen, on nomme "vecteur de destination" n'importe quel plasmide contenant la séquence de recombinaison Gateway "attR" ainsi que des éléments tels que promoteurs, épitopes, mais pas d'ORF.
Des milliers de plasmide de destination ont été fabriqués et sont gratuitement (librement ?) partagés parmi les chercheurs à travers le monde.
Les vecteurs de destination sont similaires aux vecteurs d'expression classique contenant de multiples sites de clonage, avant l'insertion d'un gène d'intérêt en utilisant la digestion par enzymes de restriction et ligation.
Les vecteurs de destination Gateway sont commercialement disponibles chez Invitrogen, EMD (Novagen (en)) et Covalys.
Étant donné que le clonage Gateway utilise des séquences de recombinaison brevetées et des mélanges d'enzymes propriétaires uniquement disponibles par Invitrogen, cette technologie ne permet pas aux chercheurs de changer de revendeurs et contribue à l'effet d'enfermement propriétaire de ces procédures brevetées.
Pour résumer les différentes étapes du clonages Gateway :
- Gateway BP reaction : produit d'amplification de l'ADNc par PCR avec sites attB flanquants + vecteur donneur contenant les sites attP + BP clonase ⇒ Clone d'entrée Gateway contenant les sites attL et le gène d'intérêt flanquant.
- Gateway LR reaction : Clone d'entrée avec sites attL + vecteur de destination avec sites attR, promoteurs et tags + LR clonase ⇒ Clone d'expression contenant les sites attB et le gène d’intérêt, prêt à être traduit.